# كيفن أورتيغا
كيفن أورتيغا (مواليد 26 مارس 1992) هو حكم كرة قدم بيروفي، حصل على الشارة الدولية من قبل الفيفا في 2019.